# Ли-цзун
Ли-цзун (кит. 理宗, личное имя — Чжао Юнь (кит. 趙昀) 26 января 1205 — 16 ноября 1264) — 5-й китайский император империи Южная Сун в 1224—1264 годах (14-й император империи Сун), посмертное имя — Ань Сяо-хуанди (кит. 安孝皇帝).

## Биография
Происходил из императорского рода Чжао. Сын князя Чжао Цилао. При рождении получил имя Юнь. Не отличался какими-то особыми качествами. В 1221 году при поддержке канцлера Ши Миюаня и императрицы-вдовы Ян было решено, что наследником императора Нин-цзуна станет именно Чжао Юнь. Последний вступил на престол в 1224 году, после смерти Нин-цзуна.
Новый император не проявлял склонности к государственным делам, отдавая предпочтение науке и литературе. Поэтому передал фактическое руководство канцлеру Ши Миюаню, который определял внешнюю и внутреннюю политику до самой своей смерти в 1233 году. Этот период отмечен сложностями в экономике, ростом инфляции (выпущено более 300 млн бумажных денег). Для стабилизации цен было потрачено 102 000 золотых и 1 002 000 серебряных денег. Вместе с тем уделялось много внимания развитию сунского военного флота. На момент смерти Ши Миюаня количество морских солдат достигло 52 тысяч человек.
После этого некоторое время Ли-цзун правил единолично, в частности, в 1234 году он заключил мирный договор с Монгольской империей, которая свергла династию Цзинь и захватила северокитайские земли. Впрочем, вскоре император снова удалился от дел, передав бразды правления двум своим канцлерам — Дин Дацуаню и Цзя Шида. Сам император погрузился в развлечения, значительно увеличив свой гарем. Известно, что он поддерживал социальные реформы. В 1247 году были открыты государственные приюты для детей-сирот, а в 1248 году бедняки стали бесплатно получать лекарства.
В 1254 году монголы начали подготовку к войне с Сун, а в 1258 году 4 монгольские армии ворвались в сунские пределы. Однако некоторое время казалось, что их остановят (после гибели великого хана Мунке), впрочем сунская армия потерпела поражение и в 1259 году был заключен мир, согласно которому Ли-цзун передал монголам земли к северу от реки Янцзы.
Для улучшения экономического положения по предложению канцлера Цзя Шида в 1263—1264 годах была проведена конфискация земель у крупных землевладельцев. В результате практически пятая часть всей территории государства оказалась в руках центрального правительства.
Вследствие того, что его единственный сын умер молодым, Ли-цзун объявил своим наследником племянника Чжао Ци. Император Ли-цзун скончался 16 ноября 1264 года.